# آيت تامجوط (تاكلفت)
آيت تامجوط هي إحدى مشيخات المملكة المغربية، تتبع جغرافيا لإقليم أزيلال وإداريًا لتاكلفت. يقدر عدد سكانها بـ 2951 نسمة حسب الإحصاء الرسمي للسكان والسكنى لسنة 2004.